# 메무로역
메무로역(일본어: 芽室駅)은 일본 홋카이도 가사이 군 메무로정에 있는 홋카이도 여객철도의 역이다. 역 번호는 K27이며, 단선 · 섬식의 형태를 합친 복합 구조의 지상역이다.

## 역 주변
- 메무로 정청
- 오비히로 신용금고 · 호쿠요 은행 메무로 지점
- 메무로 정 농업 협동조합 (JA 메무로)
- 메무로 공원

## 역사
- 1907년 9월 8일 : 국철의 역으로서 개업.
- 1987년 4월 1일 : 민영화에 의해, 홋카이도 여객철도로 이관.

## 인접 정차역
| 홋카이도 여객철도 네무로 본선 | 홋카이도 여객철도 네무로 본선 | 홋카이도 여객철도 네무로 본선 |
| ----------------------------- | ----------------------------- | ----------------------------- |
| K26 미카게 신토쿠 방면        | 네무로 본선                   | 다이세이 K28 구시로 방면      |